# 후루사토 (동요)
고향(일본어: 故郷 후루사토[*])은 일본의 동요로 1914년 소학교 제6학년 교과에 수록된 곡이다. 작사가는 다카노 다쓰유키, 작곡자는 오카노 데이이치가 하였다. 단, 오카노의 작곡설에는 의문을 나타내는 경향이 있다.
같은 작사, 작곡자의 작품으로는《아련한 달밤(朧月夜)》,《봄의 시냇가(春の小川)》 등이 있으며, 세대에 관계없이 애창되고 있다.
어릴적 야산의 풍경을 먼곳에서 바라보며 그리워한다는 내용으로 공부와 일을 하기 위해 객지온 사람들의 심정을 노래했다. 가사에서 노래한 “저 산(かの山)”과 “저 강(かの川)”은 작사가 다카노 다쓰유키의 고향에 있는 나가노현 시모미노치군 도요타 촌(현 나가노시 나가에)의 오모치 산(大持山)과 한카와 강(斑川)으로 알려져 있다.
아울러 일본인 납치문제를 지원 단체가 개최하는 집회에서 납치피해자의 조기귀국을 바라면서 이 노래를 부르는 것이 통례이다.
작사가 다카노 다쓰유키의 고향, 나가노 현 나가노 시와 작곡자 오카노 데이이치의 고향 돗토리현 돗토리시에 가비가 세워져 있다.

## 노랫말
1. 兎追ひし　かの山
小鮒（こぶな）釣りし　かの川
夢は今も　めぐりて
忘れがたき　故郷（ふるさと）
2. 如何（いか）にいます　父母
恙（つつが）なしや　友がき
雨に風に　つけても
思ひ出（い）づる　故郷
3. 志（こころざし）を　はたして
いつの日にか　帰らん
山は青き　故郷
水は清き　故郷